# Roger Vercel
Roger Vercel fue un escritor francés, nacido el 8 de enero de 1894 en Le Mans, en la región del País del Loira, y fallecido el 26 de febrero de 1957 en Dinan, región de Bretaña. Ganó el premio Goncourt en 1934 con la novela Capitaine Conan (El capitán Conan). 

## Biografía
Roger Vercel se crio en Le Mans, donde se le ha dado su nombre a un colegio en la calle Prémartine. Estudió en la Facultad de Letras de Caen. Al principio de la Primera Guerra Mundial, a causa de su mala vista,  ejerció de camillero en los campos de batalla del norte y el este de Francia, pero ante la falta de mandos, fue nombrado oficial y enviado a los frentes del Yser, de la Champagne y del Somme. Terminó la guerra como teniente y fue desmovilizado un año después del armisticio.
En 1921, fue nombrado profesor de letras en el instituto de Dinan. En 1927 presentó una tesis con el tema “Las imágenes en la obra de Corneille” (Les Images dans l'œuvre de Corneille) por la que recibió el premio Saintour de historia de la literatura.
La guerra le inspiró algunas de sus primeras obras (Notre père Trajan, Capitaine Conan, Léna), pero estaba fascinado por el mar, y esta pasión constituye el grueso de su obra, aunque nunca navegó. En 1932, recibió el premio del Comité Fémina France-Amérique  por Au large de l'Eden, y, en 1934, recibió el premio Goncourt por El capitán Conan.
Un artículo violentamente antisemita publicado el 16 de octubre de 1940 en el diario L'Ouest-Éclair le perjudicó notablemente después de la guerra, y en 1945 le fue retirado el cargo de oficial por haber colaborado con la propaganda enemiga. Más tarde, este hecho fue olvidado y quedó en el recuerdo como el autor de Capitán Conan.
Roger Vercel fue el padre del escritor Simone Roger-Vercel, nacido en 1923, y de la pintora y fotógrafa Jean Vercel, nacida en 1929.

## Obra
Romans

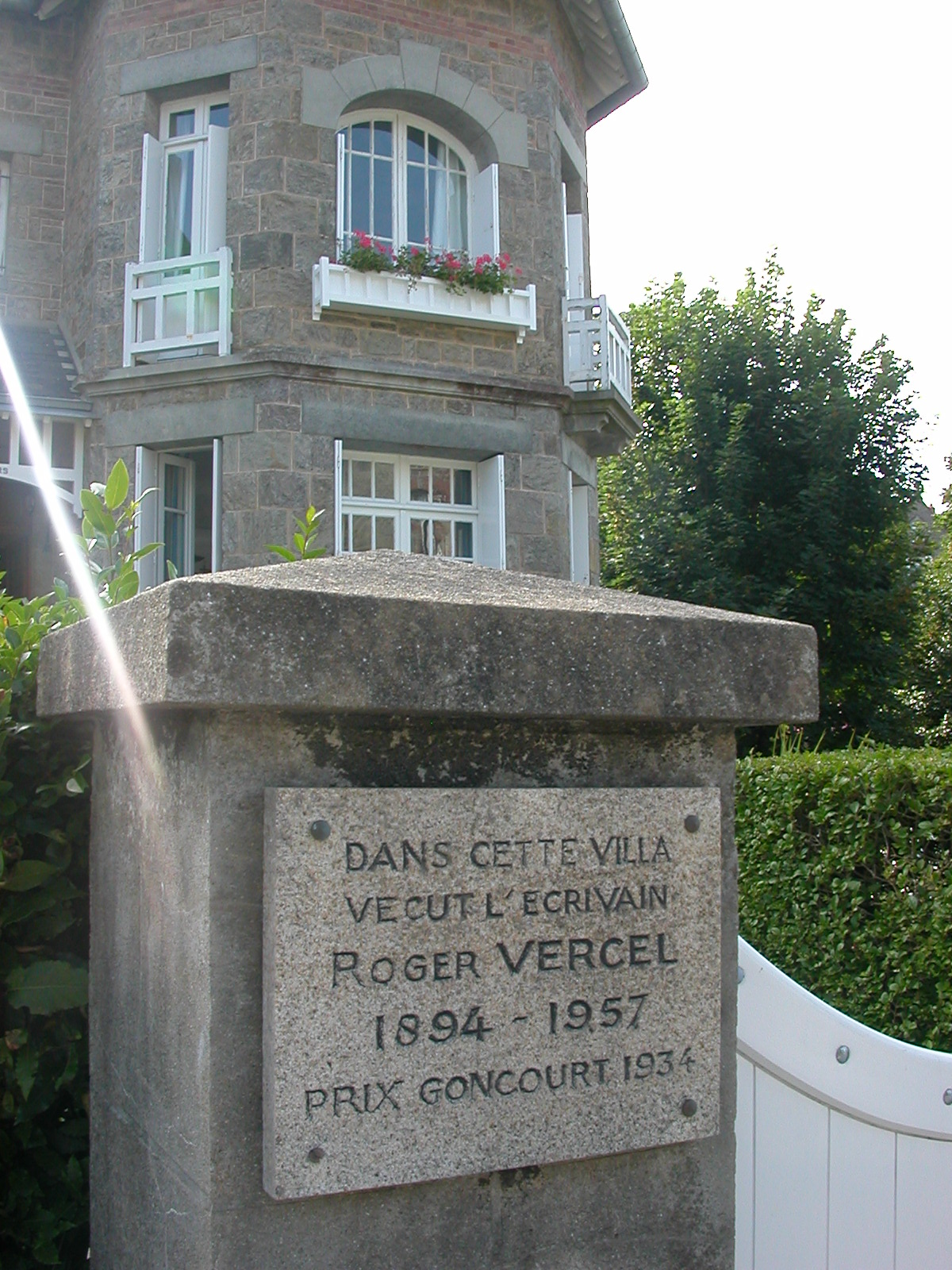
La casa de Roger Vercel en Dinard

- Notre père Trajan, Albin Michel, 1930.
- En dérive, Albin Michel, 1931.
- Au large de l'Eden, Albin Michel, 1932.
- Le Maître du rêve, Albin Michel, 1933.
- Capitaine Conan, Albin Michel, 1934 y 1996 (premio Goncourt). Hay una traducción al español titulada El capitán Conan, en Los premios Goncourt de novela, de Plaza y Janés, y otra más moderna titulada Capitán Conan, de Inédita Ediciones, 2004, traducida por Aurora Ortiz de Zárate Aguirresarobe. La adaptación cinematográfica de esta novela, dirigida por Bertrand Tavernier, se estrenó en España en 1997.
- Remorques, Albin Michel, 1935. Bibliophiles de France Archivado el 19 de julio de 2020 en Wayback Machine., 1957, edición ilustrada por René Genis con litografías en color.
- Léna, Albin Michel, 1936 – reedición Les Éditions du Sonneur, 2012.
- Sous le pied de l'archange, Albin Michel, 1937.
- Jean Villemeur, Albin Michel, 1939.
- La Hourie, Albin Michel, 1942.
- Aurore boréale, Albin Michel, 1947.
- La Caravane de Pâques, Albin Michel, 1948. (ilustraciones de Frédéric Back)
- La Fosse aux vents :
  -  I. Ceux de la Galatée, Albin Michel, 1949.
  -  II. La Peau du diable, Albin Michel, 1950.
  -  III. Atalante, Albin Michel, 1951.
- Visage perdu, Albin Michel, 1953.
- Le Bateau qui pleure, Tallandier, 1953.
- L'Île des revenants, Albin Michel, 1954.
- Été indien, Albin Michel, 1956.

Relatos
- Rencontrées sur l'épave, NRF Gallimard, 1936.
- Le Vœu de Quintin in Cinq histoires de France, Roger Dacosta para el laboratorio de Hépatrol, 1937.
- La Clandestine, Albin Michel, 1941.
- Mer Blanche en Lectures de Paris 3, S.E.PE., 1945.
- Rafales, Albin Michel, 1946.
- La Mauvaise Passe in Trio, éd. Colbert, 1946.
- Au bout du môle, Albin Michel, 1960.
- La Tête d'Henri IV, N.R.F. Gallimard, 1960 (reedición de Rencontrées sur l'épave con un título nuevo).
- Vent de Terre, Albin Michel, 1961.
- Goar et l'Ombre, compilación que comprende "La Gorgone y el Évohé", "La Main", "Le Vœu de Quintin", "Cambriolages", "L'Île", "La Noce", "Floating vampire", "Le Naufrage de la Sylvie", Albin Michel, 1962.

Cuentos
- Croisière Blanche, Albin Michel, 1938.
- À l'assaut des Pôles, Albin Michel, 1938.
- Ange-Marie, négrier sensible, Albin Michel, 1938.
- Visages de corsaires, Albin Michel, 1943.
- La Rance, ed. Arc-en-ciel, 1945.
- Fleuve rouge, en Les Œuvres libres 8, Arthème Fayard, 1946.
- Le Fleuve : Les Grandes Heures de la vie de Francis Garnier, ed. la Nouvelle Francia, 1946 (contiene « Fleuve rouge »).
- Du Saint-Malo d'aujourd'hui à la Rance d'hier, en Les Œuvres libres 14, Arthème Fayard, 1946.
- « Il y a dix ans disparaissait Charcot », en Historia 1, 6 p., Tallandier 1946.
- Trois pots de fleurs dans la pièce d'eau, ed. Arc-en-ciel , 1947.
- Saint-Malo et l'âme malouine, Albin Michel, 1948.
- Un troisième centenaire : Jean Bart, corsaire, en Historia 47, 8 p., Tallandier 1950.
- Francis Garnier à l'assaut des fleuves, Albin Michel, 1952.
- En Bretagne, la Côte d'Emeraude (du Mont-Saint-Michel à Paimpol), Arthaud, 1952.
- Le Grand Pavois, (con Jean Raynaud), France Empire, 1952.
- Boulogne, grand port de pêche, Comité de binestar de las familias de los marinos perecidos en el mar por el naufragio del arrastrero Colbert, 1956.Ilustración de Mathurin Méheut
- « À l'assaut du pôle sud », en Historia 111, 9 p., Tallandier 1956.
- « Un homme : Charcot », en Historia 118, 3 p., Tallandier 1956.
- Les Îles anglo-normandes, Albin Michel, 1956.
- Pêcheurs des quatre mers, L'Imprimerie moderne de Nantes, 1957. Ilustración Mathurin Méheut; Albert Brenet, Marin Marie
- Il y a cinquante ans : Peary vainqueur du pôle Nord ? en Historia 149, 6 p., Tallandier 1959
- Bretagne aux cent visages, Albin Michel, 1959.
- Le roman d'Agrippine, Albin Michel, 1965.
- Le centenaire de Nansen in Historia 179, 8 p., Tallandier 1961.

Biografías
- Du Guesclin, Albin Michel, 1932 ; Ediciones Arc-en-ciel, 1944 (ilustraciones por Frédéric Back); Ediciones de la Nouvelle France, 1944 (ilustraciones de Jacques Lechantre).
- Le Bienheureux Charles de Blois, Albin Michel, 1942.
- Nos vaillants capitaines, Impr. de Curial-Archereau, 1945.

Ensayos
- Les Images dans l'œuvre de Corneille, tesis para el doctorado de letras, A. Olivier, 1927.
- Lexique comparé des métaphores dans le théâtre de Corneille et de Racine, tesis complementaria para el doctorado de letras, A. Olivier, 1927.
- Un programme d'éducation générale en Disciplines d'action, Vichy, Paris, Commissariat général à l'éducation générale et aux sports, 1942.

## Adaptaciones cinematográficas
Varias de sus obras han sido llevadas a la pantalla :
- Remorques, en 1941 (real. Jean Grémillon, con Jean Gabin, Michèle Morgan, Madeleine Renaud, Fernand Ledoux)
- Du Guesclin en 1949 (real. Bernard de Latour, con Gisèle Casadesus, Louis de Funès, Gérard Oury)
- Les Eaux troubles, 1949 (real. Henri Calef, con Jean Vilar, Ginette Leclerc, André Valmy, Mouloudji) a partir del relato Lames sourdes.
- Le Grand Pavois, 1954 (real. Jacques Pinoteau, con Nicole Courcel, Marie Mansard, Jean-Pierre Mocky)
- Capitaine Conan, 1996 (real. Bertrand Tavernier, con Philippe Torreton, Samuel Le Bihan, Bernard Le Coq)